# Bourgueil (AOC)
Pour les articles homonymes, voir Bourgueil (homonymie).
Le bourgueil est un vin d'appellation d'origine contrôlée produit autour de Bourgueil, en Indre-et-Loire. La surface de vignes représente 1 400 hectares avec comme cépage le cabernet-franc N et le cabernet sauvignon N. Cette AOC produit presque exclusivement des vins rouges avec 2 % de vins rosés.

## Histoire

### Antiquité
C'est au IVe siècle que la vigne se propage sous l'impulsion de Saint Martin et ses disciples.

### Moyen Âge
Au Xe siècle, grâce au développement des voies de communication, les vignobles de la Loire se développent. Lorsque Henri II, comte d'Anjou, accède au trône d'Angleterre en 1154, le vignoble angevin connaît un véritable essor. Les vins de Bourgueil furent célébrés par Ronsard et par Rabelais. 

### Période contemporaine
À partir de 1789, la Révolution française a des effets dévastateurs sur le vignoble angevin, à travers les guerres de Vendée. Les vins de Bourgueil furent aussi célébrés par Honoré de Balzac dans Maître Cornélius, (1831) où Louis XI demande « qu'on lui fasse servir du bon vin de Bourgueil à table ».
La crise du phylloxéra touche durement le vignoble à la fin du XIXe siècle. Création de l'appellation par le décret du 31 juillet 1937. Apparition de l'enjambeur dans les années 1960-70 qui remplace le cheval. Les techniques en viticulture et œnologie ont bien évolué depuis 50 ans (vendange en vert, table de triage, cuve en inox, pressoir électrique puis pneumatique etc.). Le cahier des charges de l'appellation a été modifié en décembre 2023.

## Situation géographique

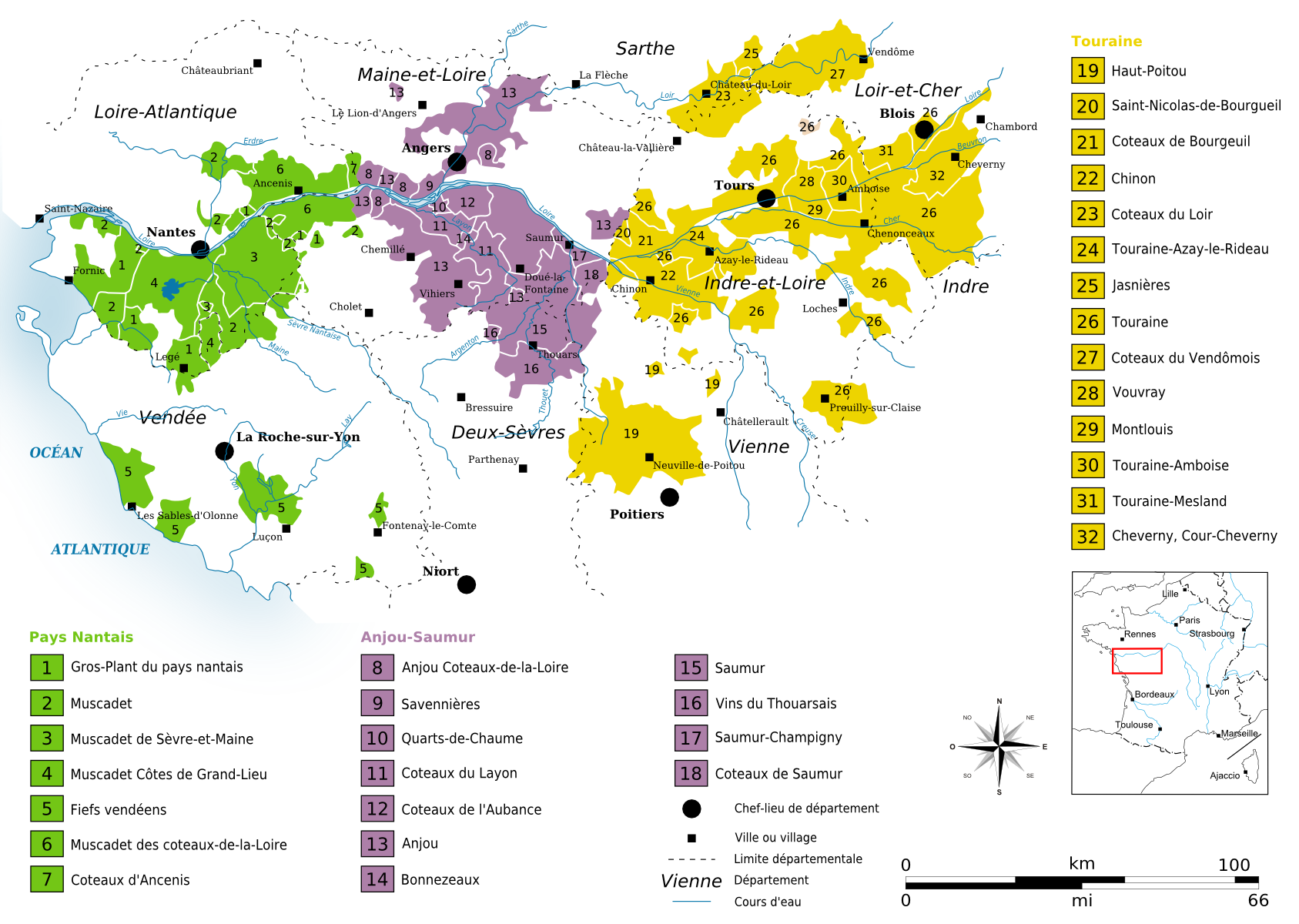
Les régions viticoles de Touraine, d'Anjou et de Basse Loire

Ce vignoble est situé à l'ouest de Tours sur la rive droite de la Loire à la limite du département de Maine-et-Loire. Situé sur sept communes du département d'Indre-et-Loire : Restigné, Benais, Ingrandes-de-Touraine, Saint-Patrice, Chouzé-sur-Loire, La Chapelle-sur-Loire et Bourgueil.

### Géologie et orographie
Les types de sols s'étalent sur trois niveaux : Ilots caillouteux émergeant des alluvions les plus récentes, haute terrasse sablo-graveleuse (alluvions anciennes) et côtes calcaires adossées à la forêt. Ainsi deux ensembles de types de terrains caractérisent cette appellation avec pour première moitié la basse terrasse composé de graviers, de sable et d'argile ; pour l'autre moitié les coteaux de tuffeau.

### Climatologie
Climat tempéré qui est d'influence océanique. Température et précipitations d'Angers et Tours car cette AOC est située entre ces deux villes :
Pour la ville d'Angers (alt. 64 m), les valeurs climatiques de 1947 à 2008 sont :
| Mois                                                  | Janv | Fév  | Mars | Avr  | Mai  | Juin | Juil | Août | Sept | Oct  | Nov  | Déc  | Année |
| ----------------------------------------------------- | ---- | ---- | ---- | ---- | ---- | ---- | ---- | ---- | ---- | ---- | ---- | ---- | ----- |
| Températures minimales moyennes (°C)                  | 2,1  | 2,2  | 3,9  | 5,6  | 8,9  | 11,8 | 13,6 | 13,4 | 11,3 | 8,4  | 4,6  | 2,8  | 7,4   |
| Températures moyennes (°C)                            | 5    | 5,7  | 8,2  | 10.4 | 13,9 | 16,2 | 19,2 | 19,1 | 16,5 | 12,7 | 8    | 5,6  | 11,8  |
| Températures maximales moyennes (°C)                  | 7,9  | 9,2  | 12,6 | 15,3 | 19   | 22,6 | 24,9 | 24,7 | 21,8 | 17   | 11,4 | 8,4  | 16,2  |
| Moyennes mensuelles de précipitations (mm)            | 62,1 | 50,8 | 51,7 | 44,6 | 54,4 | 41,2 | 43,8 | 44,9 | 52,2 | 59,6 | 64,5 | 63,4 | 633,4 |
| Durée mensuelle d'ensoleillement (heures/mois)        | 70   | 92   | 141  | 179  | 201  | 234  | 248  | 237  | 191  | 129  | 89   | 65   | 1877  |
| Source : Climatologie de 1947 à 2008 - Angers, France |      |      |      |      |      |      |      |      |      |      |      |      |       |

Pour la ville de Tours (alt. 108 m), les valeurs climatiques de 1965 à 1990 sont :
| Mois                                                                              | Janv | Fév  | Mars | Avr  | Mai  | Juin | Juil | Août | Sept | Oct  | Nov  | Déc  | Année |
| --------------------------------------------------------------------------------- | ---- | ---- | ---- | ---- | ---- | ---- | ---- | ---- | ---- | ---- | ---- | ---- | ----- |
| Températures minimales moyennes °C                                                | 1,6  | 2    | 3,3  | 5    | 8,4  | 11,4 | 13,1 | 12,9 | 10,8 | 7,9  | 3,8  | 2,3  | 6,9   |
| Températures moyennes °C                                                          | 4,2  | 5,1  | 7,3  | 9,6  | 13,2 | 16,5 | 18,9 | 18,6 | 16,1 | 12,3 | 7,1  | 4,8  | 11,2  |
| Températures maximales moyennes °C                                                | 6,9  | 8,2  | 11,3 | 14,3 | 18,1 | 21,7 | 24,6 | 24,3 | 21,4 | 16,7 | 10,5 | 7,4  | 15,4  |
| Moyennes mensuelles de précipitations (mm)                                        | 63,3 | 61,6 | 54,3 | 51,4 | 67,5 | 47,5 | 53   | 40,9 | 54,3 | 61   | 63   | 65,9 | 683,7 |
| Source : Archives climatologiques mensuelles - Tours Saint-Symphorien (????-1990) |      |      |      |      |      |      |      |      |      |      |      |      |       |

## Vignoble

### Présentation
Ce vignoble, classé AOC par le décret du 31 juillet 1937 s'étend sur 1 400 hectares pour un volume de production de 70 000 hectolitres dont 2 % de vins rosés.

### Encépagement
Les vins de Bourgueil sont vinifiés à partir du cépage Cabernet franc N (localement appelé Breton). Le Cabernet-Sauvignon N peut également intervenir dans la limite de 10 %.

### Méthodes culturales

#### Travail manuel
Ce travail commence par la taille. Le tirage des sarments suit la taille. Les sarments sont enlevés et peuvent être brûlés ou mis au milieu du rang pour être broyés. On passe ensuite aux réparations. Éventuellement des plantations de greffes. L'ébourgeonnage peut débuter dès que la vigne a commencé à pousser. Cette méthode permet, en partie, de réguler les rendements. Le relevage est pratiqué lorsque la vigne commence à avoir bien poussé. En général, deux à trois relevages sont pratiqués. Pour finir avec le travail manuel à la vigne, se réalise l'étape importante des vendanges.

#### Travail mécanique
L'enjambeur est d'une aide précieuse. Les différents travaux se composent du broyage des sarments ; de trou fait à la tarière, là où les pieds de vignes sont manquants ; de labourage ou griffage, réalisé dans le but d'aérer les sols et de supprimer des mauvaises herbes. De désherbage. De plusieurs traitements des vignes, réalisés dans le but de les protéger contre certaines maladies cryptogamiques (mildiou, oïdium, pourriture grise, etc.). De plusieurs rognages consistant à reciper ou couper les branches de vignes (rameaux) qui dépassent du système de palissage. Des vendanges mécaniques se réalisant avec une machine à vendanger ou une tête de récolte montée sur un enjambeur.

### Rendements
Les rendements sont de 55 hectolitres par hectare pour le rendement de base et 67 hectolitres par hectare pour le rendement butoir.

## Vins

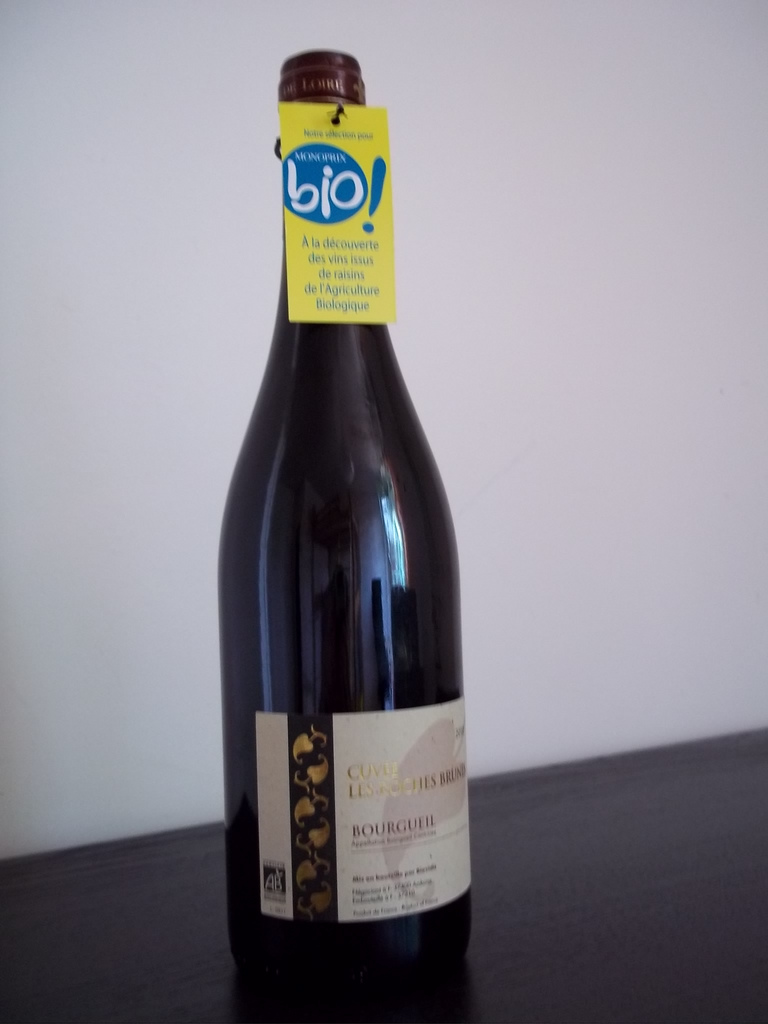
Bourgueil AOC Cuvée Les Roches Brunes

### Titres alcoométriques volumique minimal et maximal
Le titre alcoométrique volumique est de 10,5 % volume au minimal et de 13 % volume au maximal.

### Vinification et élevage
Voici les méthodes générales de vinification pour cette appellation. Il existe cependant des petites différences de méthode entre les différents viticulteurs, négociants et caves coopératives.

#### Vinification en rouge
La récolte des raisins se fait à maturité et de façon manuelle ou mécanique. La vendange manuelle est parfois triée, soit à la vigne soit à la cave avec une table de tri, ce qui permet d'enlever les grappes pourries ou insuffisamment mûres. La vendange manuelle est généralement éraflée puis mise en cuve. Une macération pré-fermentaire à froid est quelquefois pratiquée. La fermentation alcoolique peut démarrer, le plus souvent après un levurage. Commence alors le travail d'extraction des polyphénols (tanins, anthocyanes) et autres éléments du raisin. L'extraction se faisait par pigeage, opération qui consiste à enfoncer le chapeau de marc dans le jus en fermentation. Plus couramment, l'extraction est conduite aussi par des remontages, opération qui consiste à pomper le jus depuis le bas de la cuve pour arroser le chapeau de marc et ainsi lessiver les composants qualitatifs du raisin. Les températures de fermentation alcoolique peuvent être plus ou moins élevées, avec une moyenne générale de 28 à 35 degrés au maximum de la fermentation. La chaptalisation est réalisée si le degré naturel est insuffisant : cette pratique est réglementée. À l'issue de la fermentation alcoolique suit l'opération de décuvage qui donne le vin de goutte et le vin de presse. La fermentation malolactique se déroule après mais est dépendante de la température. Le vin est soutiré et mis en fût ou cuve pour son élevage. L'élevage se poursuit pendant plusieurs mois (6 à 24 mois) puis le vin est collé, filtré et mis en bouteilles.

#### Vinification en rosé
La récolte est manuelle ou mécanique. Deux méthodes sont utilisées avec soit le pressurage (rosé de pressurage), soit une mise en cuve de la vendange pour un début de macération : c'est la saignée (rosé de saignée), effectuée avec le tirage du jus de la cuve. La fermentation alcoolique se passe en cuve comme pour le blanc avec suivi de température, chaptalisation, etc. La fermentation malolactique suit généralement. L'élevage se passe en cuve, parfois en fût. Enfin, le vin est filtré et mis en bouteille.

### Terroir et vins

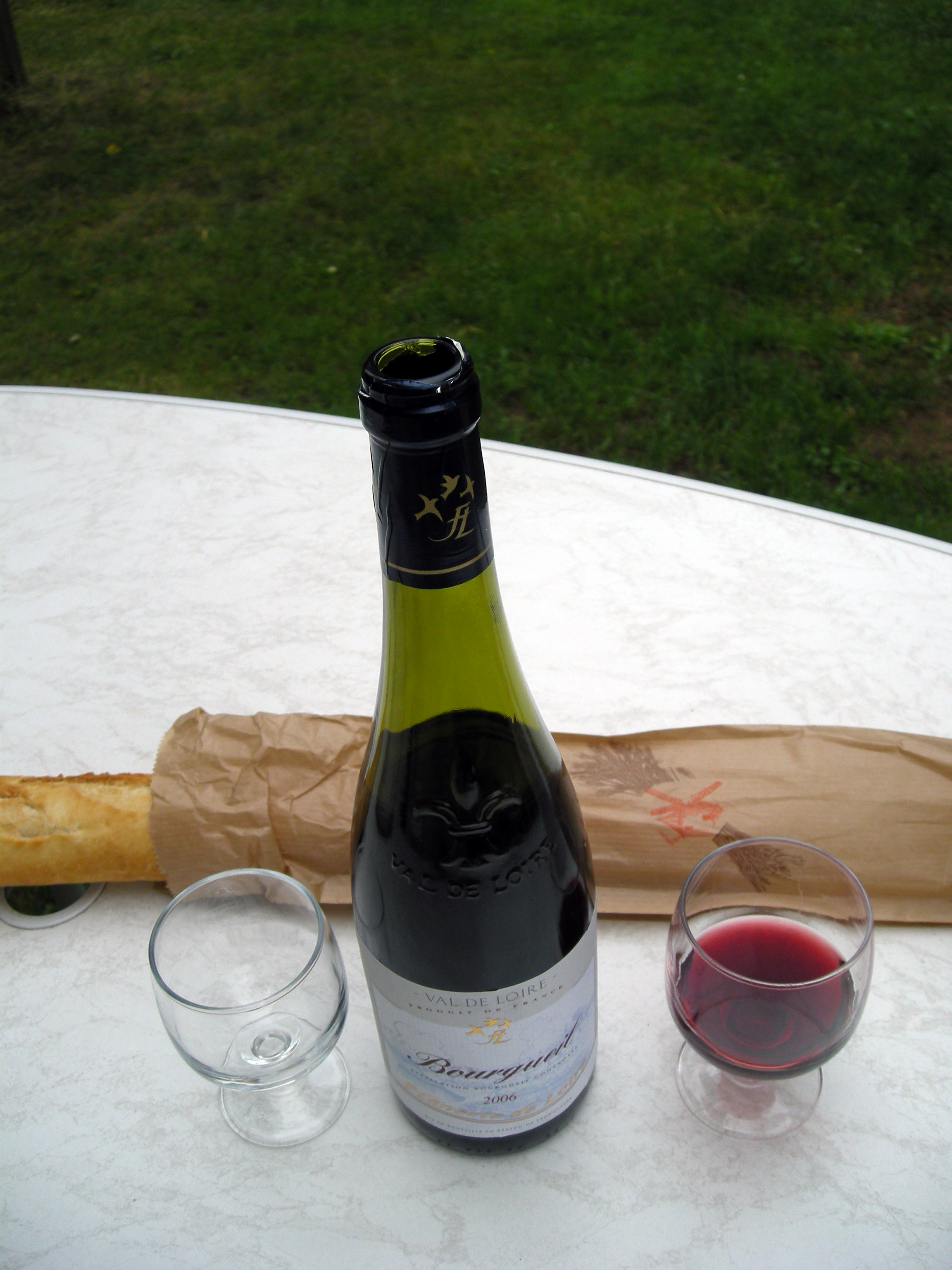
Bouteille de Bourgueil avec verres

La couleur est pourpre, éclatante et soutenue. Arômes de petits fruits rouges (griotte, fraise) pour les vins de graviers, de framboise mûre, réglisse, d'épices... et pour les vins plus âgés, des notes animales (cuir, fourrure) et de torréfaction pour les vins sur craie de tuffeau. La bouche souple et coulante pour les uns et dense et charnue pour les autres et la finale en bouche est fraîche et équilibrée.

### Gastronomie, garde et température de service
Les vins rouges issus de graviers accompagnent bien les viandes blanches et les fromages. Leur durée de garde va de 2 à 5 ans ; ils se servent vers 14 degrés. 
Les vins provenant de tuffeau s'accordent avec les viandes rouges, les gibiers et les fromages. La durée de garde de ce type de vin rouge s'échelonne entre 3 et 10 ans ; ils se servent aux alentours de 17 degrés. 
Les vins rosés vont bien avec de la charcuterie et des grillades ; ils se servent vers 10 degrés.

## Économie

### Commercialisation
La commercialisation de cette appellation se fait par divers canaux de vente : dans les caveaux du viticulteur, dans les salons des vins (vignerons indépendants, etc.), dans les foires gastronomiques, par exportation, dans les cafés-hôtels-restaurants (C.H.R.), dans les grandes et moyennes surfaces (G.M.S.).

### Structure des exploitations
Il existe des domaines de tailles différentes. Ces domaines mettent tout ou une partie de leurs propres vins en bouteilles et s'occupent aussi de le vendre. Les autres, ainsi que ceux qui ne vendent pas tous leurs vins en bouteilles, les vendent aux maisons de négoce.
Les caves coopératives et leurs apporteurs sont des vignerons. Ces derniers peuvent leur amener leurs récoltes, ou bien la cave coopérative vendange elle-même (machine à vendanger en général). 
Les maisons de négoce achètent leurs vins, en général, en vin fait (vin fini) mais parfois en raisin ou en moût. Elles achètent aux domaines et passent par un courtier en vin qui sert d'intermédiaire moyennant une commission de l'ordre de 2 % à la charge de l'acheteur.

### Listes des producteurs
Cette AOC comprend 209 producteurs avec 202 viticulteurs dont 161 d'entre eux vinifient leurs vins. Sur ces vinificateurs, il y a 154 domaines, 2 caves coopératives et 5 maisons de négociants.